# 丹东级战列舰
- 關於中国辽宁省下辖地级市，請見「丹东市」。
- 關於法国大革命时期革命家，請見「乔治·雅克·丹东」。

丹东级战列舰（英語：Danton-class）是法國海軍所建造的6艘前無畏艦，6艘同級艦分別為丹東號、孔多塞號、伏爾泰號、狄德羅號、米拉波號、韋尼奧號，所有艦艇建於1907年至1911年間。儘管世界第一艘無畏艦无畏号在1906年便下水，但法國軍方仍堅持要將丹东级完工，這使得本級艦在開工時即性能明顯落後於其他海權強國的主力艦，法國海軍在其之後才開始研發法國首艘無畏艦－孤拔級戰艦。6艘丹東級戰艦在1911年陸續服役於法國海軍地中海艦隊，其中5艘艦在第一次世界大戰爆發後不久參與安提瓦里海戰，接下來隨艦隊封鎖奧特朗托海峽與達達尼爾海峽，防止同盟國艦艇突破地中海防線。在這當中，首艦丹東號於1917年3月19日遭德國U-64號潛艇擊沉。
第一次世界大戰結束後，倖存的5艘丹東級戰艦因性能落後於其他海權強國的主力艦而逐漸退居二線。米拉波號與韋尼奧號隨後被派遣至黑海支援俄國內戰中的白軍陣營，然而米拉波號卻因一場暴風雪而擱淺在克里米亞沿岸；韋尼奧號上則因船員發動叛變，迫使該艦返回法國本土。2艘艦在返回法國本土後，僅過數年即拆解。孔多塞號、狄德羅號、伏爾泰號皆在1920年代中期進行現代化改裝，並轉為訓練艦，狄德羅號與伏爾泰號甚至在1930年代後期拆解。到了第二次世界大戰，6艘同型艦中僅剩孔多塞號仍倖存，然而該艦於1931年即被當作廢船，並在法國海軍魚雷學校充當倉庫艦。1942年，孔多塞號在法國艦隊土倫自沉事件中被德軍繳獲，並於1944年龍騎兵行動中被德軍鑿沉。

## 建造背景

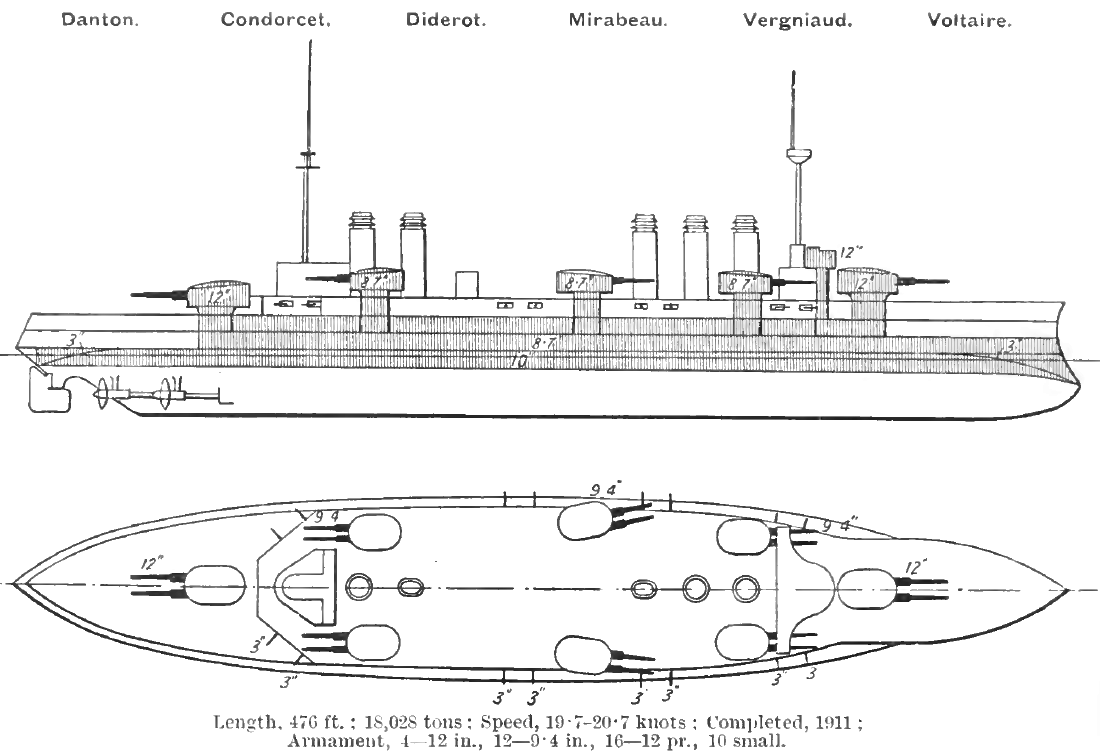
丹東級的描繪與右視圖，出自1915年的海軍年鑑（Brassey's Naval Annual）。灰色區域表示裝甲保護區。此圖錯誤地顯示丹東級有著沖角艦艏，實際上本級艦的設計為直線船艏。

丹東級建造案屬法國海軍擴張計畫第二期，其旨在因應德意志帝國海軍在1900年以後的興起。整體設計方案自1905年開始執行，並預計依照前一型自由級戰艦為基礎加以改良。法國人員在設計時曾研究對馬海峽海戰中日本打敗俄國的原因，分析結果認為日本會獲勝的原因在於日艦上的中等口徑火炮大量命中俄艦的上層建築，致使俄船員們對艦上多處火災難以撲滅。日艦的速度和機動性等優勢，也為日軍在作戰中發揮了影響力。
法國設計人員後來考慮到在海軍作戰範圍越來越大的狀況下，決定為新艦安裝240（9.4英寸）口徑主砲，代替自由級使用的194（7.6英寸）口徑主砲，這是考慮到240（9.4英寸）口徑主砲可在更遠的距離對敵艦裝甲造成更大地穿透能力，而在射速上又可與194（7.6英寸）口徑主砲相當。同時，法國海軍希望能將航速提升納入考量，但這只能透過減少裝甲厚度來達成；法國海軍參謀長加斯頓·湯姆森也以預算為由，限制新戰艦總噸位需限制在18,000公噸（18,000長噸）左右。1906年3月，採用三脹式蒸汽機的初步設計方案已接受，但仍需要進行細部改良。法國設計人員接下來提議參照英國的无畏号战列舰，採全巨砲設計（all-big-gun），以305（12英寸）口徑主砲取代240（9.4英寸）口徑主砲，但此舉會使排水量超出18,000公噸（18,000長噸）的限制，並且因305（12英寸）口徑主砲射速較慢，導致投射效率降低，最終此方案被退回。
法國議會針對新戰艦的最初討論上，主要關注於法國如何在軍備競賽中避免技術落後，船舶的預計建造成本則較少關注，例如議會對英國无畏号战列舰使用的推進系統－帕森型蒸汽渦輪發動機特別感興趣，這是由於當時此型號的發動機屬於較創新地設計。法國海軍在收到消息後於1906年5月派出一技術小組前往帕森工廠、造船廠、火炮工廠、巴爾與斯特勞德測距儀工廠等多處地點視察，並得出渦輪發動機的體積比三脹式蒸汽機小，但在航行時的油耗與提供功率上卻比三脹式蒸汽機還要有效率，這在船舶低速航行時更加明顯。法國海軍部在7月份時決定為新戰艦採用渦輪發動機，然而三個月前海軍船塢已收到前2艘訂單。接著，加斯頓在8月3日提出305（12英寸）45倍徑1906年主砲的研究計畫需求，並反駁海軍部採用渦輪發動機的計畫，使新戰艦建造案陷入更複雜的膠著狀態。為了擺脫此困境，海軍建造主任杜德布（M. Dudebout）在10月6日要求海軍部盡快做出決定，同時建議6艘新戰艦中，其中3艘使用三脹式蒸汽機，另3艘則採用渦輪發動機。杜德布特的提議考量到要採用四軸推進渦輪發動機就必須修改新戰艦的設計，加上當時法國國內還未有任何一家廠商能製造渦輪發動機，且渦輪發動機的製造成本比三脹式蒸汽機多3倍等狀況下，他的提議有助於降低建造費用與縮短工程遲滯時間。儘管加斯頓傾向接受杜德布的建議，但在議會辯論後顯示對所有6艘艦安裝渦輪發動機的計畫獲得壓倒性支持，因而推遲至12月才通過渦輪發動機的設計方案。6艘艦中的另4艘艦合同直至辯論結束後才於12月26日簽訂。此時，加斯頓推遲了新艦鍋爐型號的決定。他在1907年4月派遣另一批技術小組前往巴布柯克-威爾科斯公司（Babcock & Wilcox）在英國的駐點，視察該公司的鍋爐設計，但直到6艘艦皆已鋪設龍骨後，加斯頓才於1908年6月3日決定採用法國製造的鍋爐。
據估計，在未採納較重的1906年主砲設計方案前，新艦的排水量為18,318公噸（18,029長噸），但在採用這一主砲設計方案後，需要一座更大的砲塔來容納主砲，這同時意味著砲塔的支撐結構也必須加固。儘管設計人員曾試圖減少裝甲厚度來降低排水量，但最終仍超過18,000公噸（18,000長噸）限制。

## 整體特徵

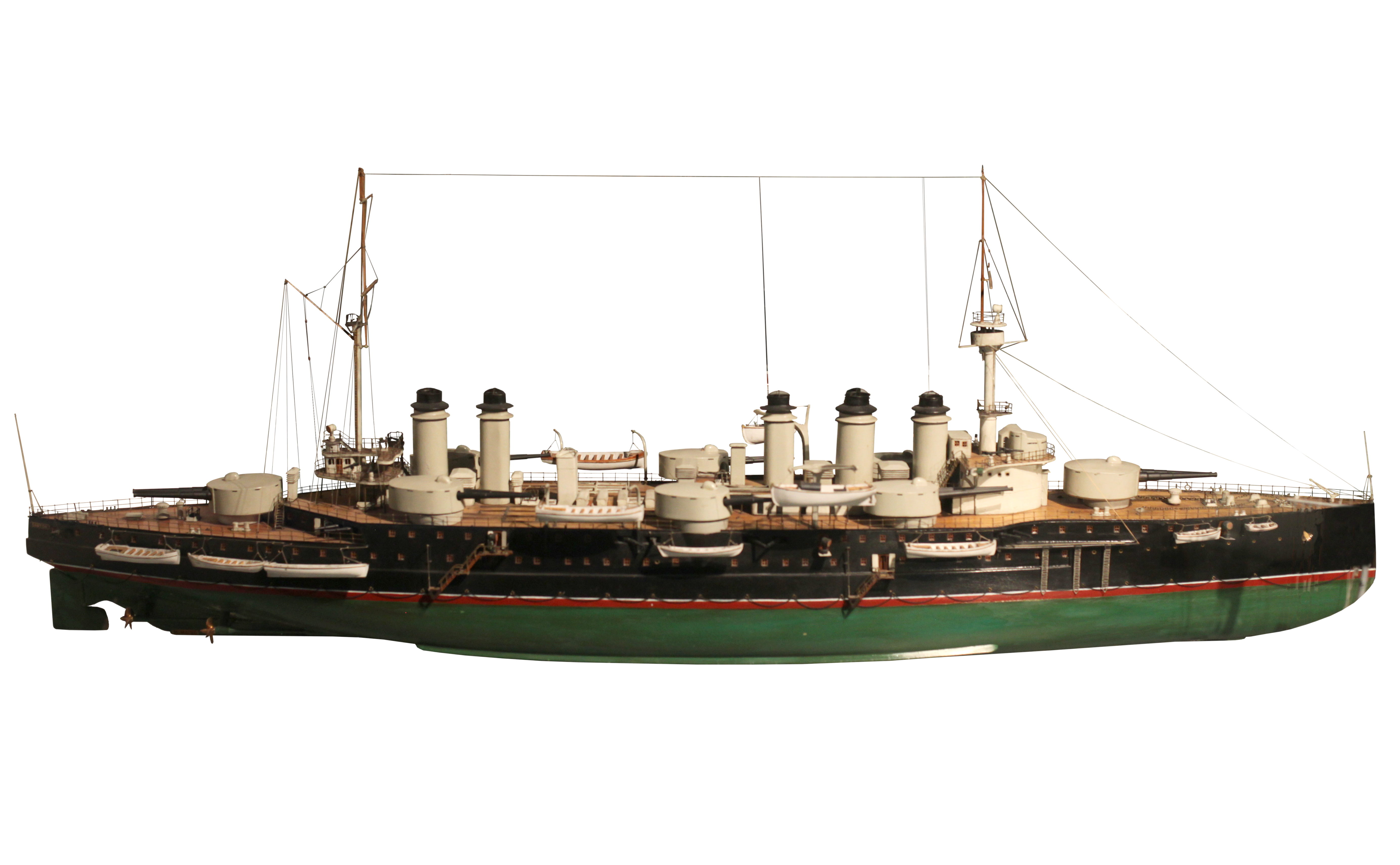
1艘1比50的丹東級戰艦模型，目前此模型正在巴黎國立海洋博物館展示。

丹東級艦體全長146.6（481英尺0英寸）、水線長度145（475英尺9英寸）；舰宽25.8（84英尺8英寸）；最大載重下吃水深度為8.44（27英尺8英寸）；正常排水量為18,754公噸（18,458長噸）。總體特徵上，丹東級的艦體比前一型自由级還要大，包括艦身長度比自由級還要多出13（42英尺8英寸），排水量上也比自由级多出4,000公噸（3,900長噸）。艦上平時可容納28名軍官及824名船員，但在擔任旗艦時可加大容納人數至40名軍官及875名船員。

### 武器配備

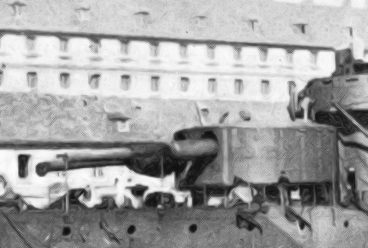
丹東號上的305公釐45倍徑1906年型主砲。

丹東級戰艦的主要武器由4門305公釐45倍徑1906年型主砲組成，這4門主砲配置在2座雙聯裝砲塔內，而2座砲塔分別安裝在前甲板與後甲板的船艛建築上方。主砲最大仰角為12度，射程距離最遠可達14,500（15,900碼）。使用的砲彈為440（970磅）重的穿甲彈，其槍口初速780每秒（2,600英尺每秒），每分鐘射速可達1.5輪。每座砲塔的後側可存放8發砲彈，砲彈的推進劑則存放在砲塔底部或砲塔頂部與燃燒室之間的空間。艦上平時存放75發砲彈，但若有多餘空間則會再增加10發砲彈。艦上的次要武器由12門240公釐50倍徑1902年型主砲，這12門砲配置在6座雙聯裝砲塔內，每邊船側分別安裝3座砲塔。副砲最大仰角為13度，使用的是240（530磅）重的砲彈，射程距離最遠可達14,000（15,000碼），每分鐘射速可達2輪。每座砲塔可存放12發砲彈與所需的36份推進劑。艦上為每門副砲的配備量為80發砲彈，但在最大容納下，可為每門副砲配備100發砲彈。
為了抵抗前來襲擊的魚雷艇，丹東級裝配一些小口徑火炮來加強防禦，包括16門75（3.0英寸）口徑施耐德1908年型火砲，這些火砲安裝在船側，砲管從無裝甲區的射擊孔上伸出向外。該火炮的射程距離為8,000（8,700碼），每分鐘射速約15輪。由於艦上的彈藥升降筒運轉速度較慢，當遇到彈藥庫內有3輪彈殼的狀況時會變得難以處理，因此在靠近火炮的儲物櫃共存有576發砲彈。每門砲共配有400發砲彈，但最大可配備至430發。艦上另安裝10門哈其開斯47（1.9英寸）口徑火砲，這些火炮以旋轉炮配置方式安裝在上層建築，在射速上與75（3.0英寸）口徑火砲相當，但射程僅6,000（6,600碼）。每門砲附近的儲存櫃可存放36發砲彈，最多可以配備800發砲彈。
本級艦在船體水線下區域配有2組450（17.7英寸）口徑魚雷管，2側舷侧各分配1組，每組魚雷管可向前10度與向後3度。每艘艦配有6枚1909年R型魚雷，魚雷彈頭重114（251磅），魚雷的射程在28節（52每小時；32英里每小時）為3,000（3,300碼），33節（61每小時；38英里每小時）時則為2,000（2,200碼）。艦上可存放10枚魚雷及60（130磅）重的硝化纖維炸藥，這些魚雷不能自動裝載，在使用時必須從儲藏室以人力卸載。

### 射控系統
丹東級戰艦使用的射控系統是比當時法國國產還要先進的英製巴爾與斯特勞德疊像測距儀，1對2（6英尺7英寸）長的FQ型測距儀安裝在司令塔頂部，每座砲塔上方另安裝1.37（4英尺6英寸）長的測距儀供砲塔指揮官使用。在安裝射控系統前，艦上配備8台（Ponthus＆Therrode）手操測距儀，這些儀器仰賴船員手動操作，使用時必須了解目標的桅杆高度和總長度，在整合至射控系統中需耗費多時。戰爭期間，艦上替換更精確的測距儀器。指揮塔上安裝一4.57（15英尺0英寸）長的三工型號，每座砲塔頂部則更換成2（6英尺7英寸）長的型號。

### 裝甲防護
丹東級的裝甲重量共6,725公噸（6,619長噸），佔設計排水量百分之36，比前一型自由级的裝甲重量多出1,200公噸（1,200長噸）。在前砲塔與後砲塔之間的水線裝甲帶最大厚度為250（9.8英寸），接著到艏艉則逐漸減至180（7.1英寸）。裝甲帶由兩層裝甲板組成，高4.5（14英尺9英寸），覆蓋船體兩側區域並往上延伸至主甲板，往下則延展至正常吃水線以下1.1（3英尺7英寸）。下裝甲甲板底部邊緣的厚度大多在80至100（3.1至3.9英寸）之間，上裝甲甲板在船舯的厚度為220（8.7英寸），到兩端則逐漸減至140（5.5英寸）。裝甲帶裝甲由80（3.1英寸）的柚木支撐；整艘艦艇幾乎皆受裝甲帶保護，只有船艉一側無裝甲保護。裝甲帶往船艉終止於一200（7.9英寸）的橫向水密艙壁；154（6.1英寸）的前橫向水密艙壁則連接前炮座側面與裝甲帶。
主砲塔裝甲厚度為正面340（13.4英寸）、側面260（10英寸），頂部由三層24（0.94英寸）厚的低碳鋼板組成。主砲座由246（9.7英寸）厚的裝甲保護，延展至上裝甲甲板下方的區域則減少至66（2.6英寸）。副砲塔裝甲資訊為正面225（8.9英寸）、側面188（7.4英寸），頂部由三層17（0.67英寸）厚的低碳鋼板組成；副砲座側面裝甲厚度為154至148（6.1至5.8英寸）。司令塔正面裝甲厚度為266（10.5英寸），側面為216（8.5英寸）。從通訊管道射控中心之間的側壁由200（7.9英寸）厚的裝甲保護，並向下與上防護甲板連接。
艦上共有2處防護甲板，分別為上防護甲板與下防護甲板，每一防護甲板由三層15（0.59英寸）或16（0.63英寸）厚的低碳鋼板組成。下防護甲板為了與防魚雷艙壁相連，此區域的裝甲厚度從15（0.59英寸）改為40（1.6英寸），並以彎曲形式與防魚雷艙壁相連。防護甲板在船頭一側同時向下傾斜，製造成一類似斜面裝甲的結構。為了加強水面下的防禦，丹東級船體在水線以下側面有一2（6英尺7英寸）深的內防雷鼓包。此防雷鼓包的艙壁由三層15（0.59英寸）厚的裝甲板組成；內有16間水密隔艙，其中12間通常是閒置狀態，但是與鍋爐房並排的4間艙室常被用作儲存燃煤。這樣的防護設計在實戰中並不一定能完全保護艦體安全，例如丹東號遭德國U-64號潛艇的2枚魚雷擊中，經過40分鐘後便傾覆；但伏爾泰號遭德國UB-48號潛艇的2枚魚雷擊中後仍倖存下來。

### 推進系統

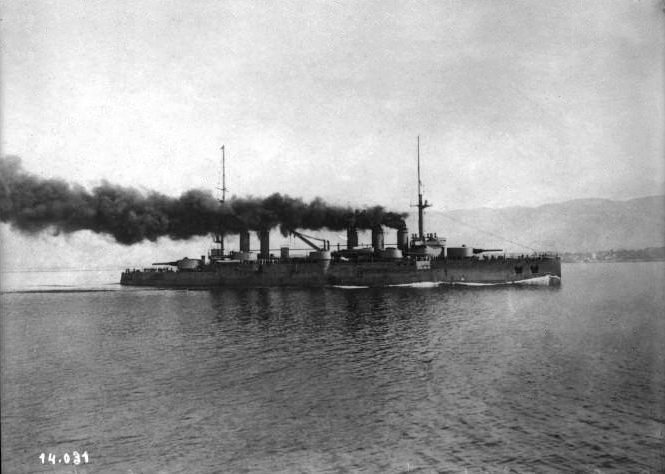
伏爾泰號於1911年5月8日航向土倫港。

丹東級戰艦使用的是4組許可生產的帕森直驅式蒸汽渦輪發動機，每1組發動機驅動1組螺旋槳，所有發動機的動力皆由26台貝爾維爾（Belleville）式或尼克勞斯（Niclausse）式鍋爐提供。6艘同級艦中有3艘鍋爐型號全為貝爾維爾式，另3艘全為尼克勞斯式。艦上將所有鍋爐安置在2間大鍋爐房，其中17台在前鍋爐房，由前方3根煙囪統一向外排氣，另外9台在後鍋爐房，由後方1對煙囪向外排氣。渦輪發動機位於船舯的3間隔艙中，介於前後2鍋爐房之間。中央機艙的發動機驅動中螺旋槳軸，驅動外軸的發動機則在中央機艙兩旁的艙室中。艦上的鍋爐工作壓力在18千克每平方（1,765千帕斯卡；256磅力每平方英寸），可提供22,500匹軸馬力（16,800千瓦特），設計最大航速在19.25節（35.65每小時；22.15英里每小時），不過在海試時最大航速可達19.7至20.66節（36.5至38.3每小時；22.7至23.8英里每小時）之間。
法國人員後來發現尼克勞斯式鍋爐不適合與渦輪發動機一起搭配使用，此款鍋爐比貝爾維爾式還需消耗更多燃煤，在使用時容易產生大量的煙霧和火花，有時甚至會因燃燒不完全而產生火焰。丹東級戰艦出航時最多可攜帶2,027公噸（1,995長噸）燃煤，在12節（22每小時；14英里每小時）下航行時巡航半徑約3,120—4,866海里（5,778—9,012；3,590—5,600英里）之間，續行半徑的差異取決於艦上的鍋爐型號。本級艦推進系統的耐久力幾乎是前一型自由級的一半，主要問題在艦上的渦輪發動機於低速下航行時燃料轉換效率太低，這意味著在戰爭期間航行時需經常補煤。

## 建造與服役歷程

### 同型艦
| 艦名     | 名稱來源                 | 造船廠                               | 架設日期       | 下水日期       | 服役日期       | 結局                            | 附註                |
| -------- | ------------------------ | ------------------------------------ | -------------- | -------------- | -------------- | ------------------------------- | ------------------- |
| 丹東號   | 乔治·雅克·丹敦           | 布雷斯特兵工廠                       | 1906年1月9日   | 1909年7月4日   | 1911年7月24日  | 1917年3月19日遭U-64號潛艇擊沉。 | [ 4 ] [ 14 ] [ 15 ] |
| 孔多塞號 | 馬奎斯·德·孔多塞         | 聖納澤爾羅亞爾阿特利耶和尚提耶造船廠 | 1907年8月23日  | 1909年8月20日  | 1911年7月25日  | 1944年8月被德軍鑿沉。           | [ 4 ] [ 16 ] [ 17 ] |
| 伏爾泰號 | 伏爾泰                   | 濱海拉塞訥地中海冶金和造船廠         | 1907年7月20日  | 1909年1月16日  | 1911年8月1日   | 1938年5月27日時於基伯龍灣鑿沉。 | [ 4 ] [ 18 ] [ 17 ] |
| 狄德羅號 | 德尼·狄德罗              | 聖納澤爾彭霍特船塢與造船廠           | 1907年10月20日 | 1909年4月19日  | 1911年8月1日   | 1937年8月31日時於敦克爾克拆解。 | [ 4 ] [ 14 ] [ 17 ] |
| 米拉波號 | 奥诺雷·米拉波            | 洛里昂兵工廠                         | 1908年5月4日   | 1909年10月28日 | 1911年8月1日   | 1928年時拆解。                  | [ 4 ] [ 19 ] [ 20 ] |
| 韋尼奧號 | 皮埃尔·维克蒂尼安·韦尼奥 | 波爾多吉倫特鍛造和造船廠             | 1908年7月      | 1910年4月12日  | 1911年12月18日 | 1928年11月27日時拆解。          | [ 4 ] [ 18 ] [ 21 ] |

### 一次大戰前
6艘丹東級戰艦的建造時程一再延宕，主要原因在於建造期間對原始設計進行500多處修改，加上加斯頓·湯姆森在重大決策上沒有及時做出決定，導致在建造時，有時會因設計變動而不得不拆除已完成的部分來改進。另外還包括造船廠必要的基礎設施短缺、部分零件交付時間過長、勞工短缺、海軍造船廠塢缺乏建造船臺等；如在布雷斯特兵工廠建造的丹東號即因船臺問題，在船艏動工後4個月，船艉部份的工程才得以開工；米拉波號因缺少建造船臺，必須等待瓦爾德克-盧梭號裝甲巡洋艦下水後才得以建造。6艘丹東級戰艦在1911年陸續服役於法國海軍，並全分派至法國地中海艦隊第一戰鬥分艦隊；1913年5月至6月期間，所有丹東級戰艦隨艦隊參與海上演習。

### 一次大戰期間

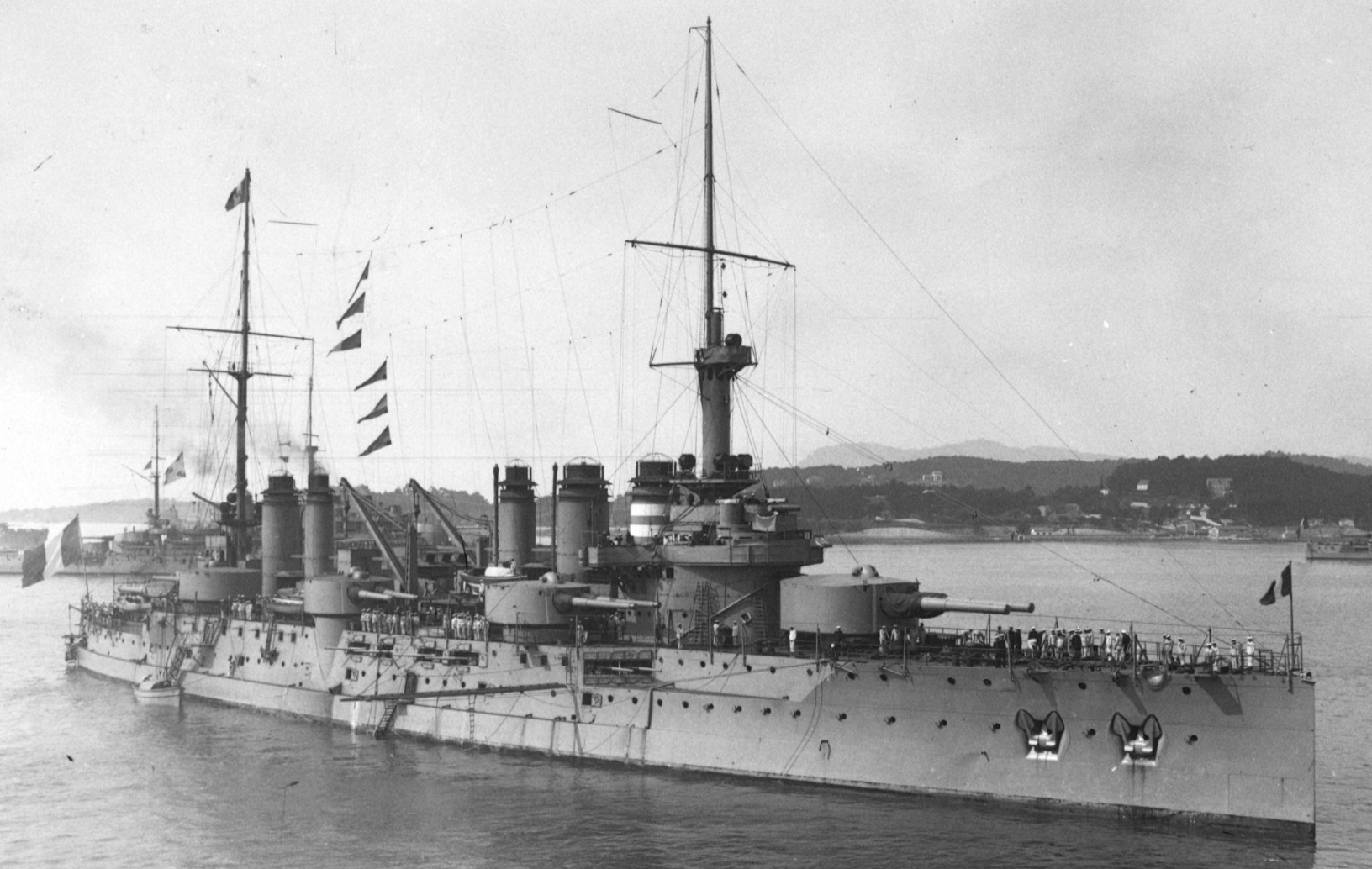
駐錨時的伏爾泰號。

當第一次世界大戰爆發後，6艘丹東級戰艦加入護航艦隊，該艦隊由海軍中將保羅·蕭謝波拉指揮，旨在保護在法屬北非與法國本土間往來的運輸艦。在西地中海海域巡航或在護衛運輸艦隊期間，一部分的丹東級戰艦試圖搜索德國戈本號戰列巡洋艦與布雷斯勞號小巡洋艦，但最終未能成功。1個多月後，除了米拉波號外，其餘本級艦皆在安提瓦里海戰期間協助協約國艦隊對抗奧匈帝國海軍，並協助擊沉澤塔號防護巡洋艦。所有丹東級戰艦在戰時於奧特朗托海峽或達達尼爾海峽協防，防止德意志帝國海軍、奧匈帝國海軍、鄂圖曼帝國海軍艦隊突破地中海防線。為了讓希臘王國能默許協約國部隊在馬其頓的軍事行動，米拉波號於1916年後期參與十一月事件，該艦在行動中利用主砲向雅典進行數次對岸轟炸。
首艦丹東號在土倫整補完畢後，準備前往科孚島支援奧特朗托封鎖線，但於1917年3月19日在薩丁尼亞島西南方約22英里（19海里；35）以外海域遭遇德國U-64號潛艇並被擊沉，艦上共296人死亡，806人獲救。該艦的沉沒座標在2007年被尋獲，其位置在阿爾及利亞與薩丁尼亞島之間1,000（3,300英尺）深的海平面下。伏爾泰號在1918年5月至10月期間於土倫進行整修，但檢修完後準備航往穆茲羅斯時，於10月18日在米洛斯島遭德國UB-48號潛艇2枚魚雷擊傷。儘管艦體受到損害，但該艦仍能航行至米洛斯島進行臨時修理，之後再轉到比塞大進行大修。

### 一次大戰後

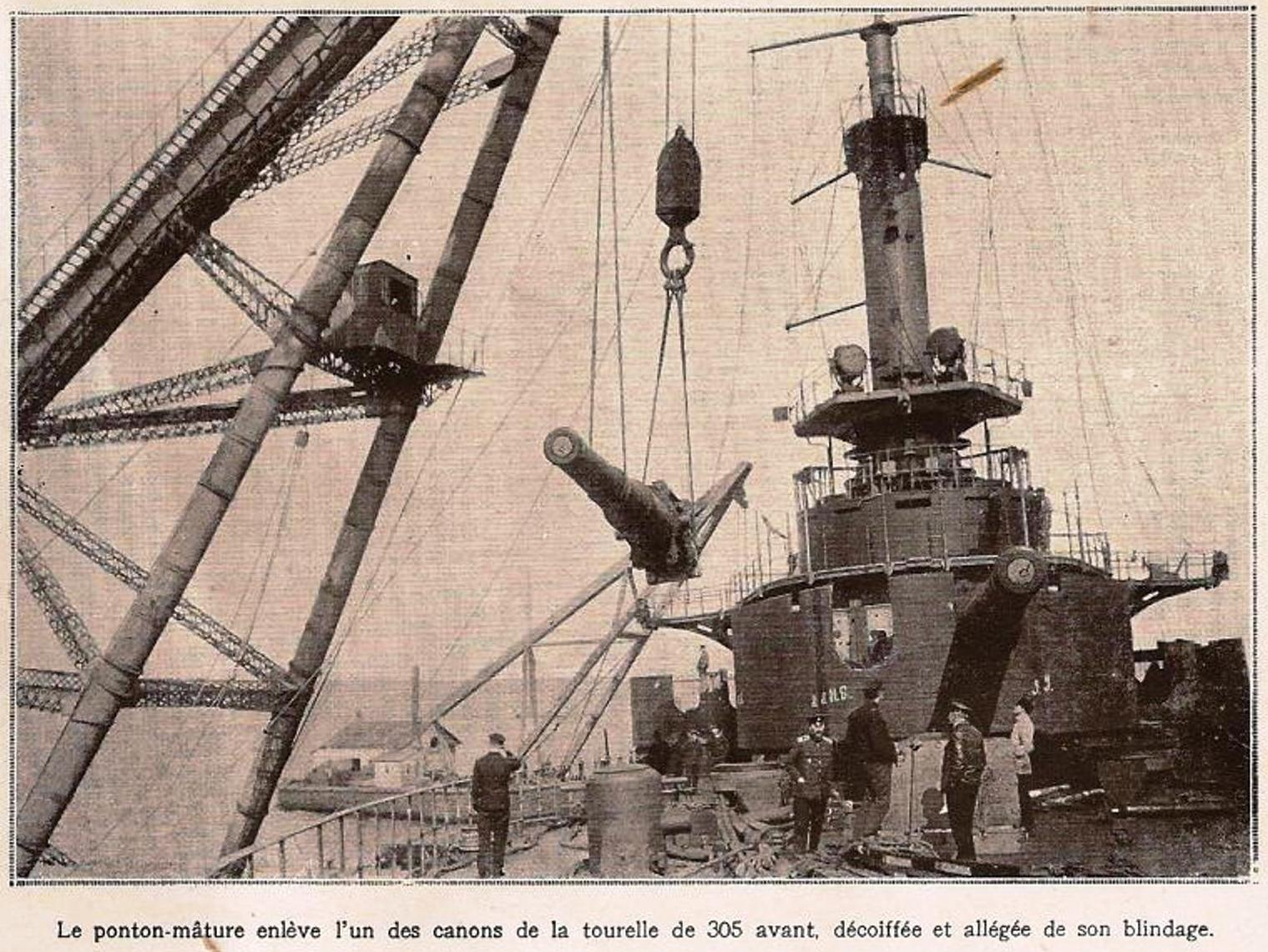
擱淺於黑海的米拉波號，此時正嘗試卸除主砲，以便讓艦體能夠脫淺。

狄德羅號、米拉波号、韋尼奧號3艦短暫地參與戰後的占領君士坦丁堡行動，後2艘艦之後還前往黑海，協助俄國白軍抵抗布爾什維克份子。此時，韋尼奧號上的其中一名船員抗議法軍支援俄國白軍而加入示威，卻因捲入血腥鎮壓而被射殺，艦上的其餘船員收到消息後發動叛變，迫使該艦返回法國本土。米拉波號在1919年2月因一場暴風雪而擱淺在克里米亞海域，直到卸除艦上部分武器與裝甲後才得以脫淺。
除孔多塞號外，所有倖存的丹東級戰艦在1920年時轉至二線作戰單位。米拉波號在獲救後並沒有修復，而是轉為廢船並在幾年後拆解。韋尼奧號性能狀況不佳，轉為靶艦數年後便拆解。伏爾泰號與狄德羅號在1920年代初期曾將水下防禦現代化，隨後轉為訓練艦至1930年代中期為止。孔多塞號分派至海峽分艦隊，並同樣在1920年代初期將水下防禦現代化。改裝完的孔多塞號轉為訓練艦，隨後於1931年轉為廢船並在魚雷學院充當倉庫艦。維琪法國時期，孔多塞號在法國艦隊土倫自沉事件中被德軍繳獲，德軍後來將該艦當作兵營船使用。1944年8月，德國人將孔多塞號鑿沉，直到1945年9月才得已脫淺。最終，孔多塞號於1949年時拆解。

## 外部連結
- page from Battleship-cruisers.co.uk（页面存档备份，存于）